# Cabazitaxel
Le cabazitaxel est un médicament anticancéreux du groupe des taxanes utilisé dans le cancer de la prostate.

## Efficacité
Associé à la prednisone, il augmente l'espérance de vie des formes métastatiques du cancer de la prostate lorsqu'elles sont résistantes à la castration et au docetaxel,
Dans l'essai thérapeutique CARD le comparant à abiratérone ou à enzalutamide il a amélioré l'état clinique et la survie globale 

## Effets secondaires
Une neutropénie peut survenir, d'autant plus que le patient est âgé et qu'il a un taux bas de polynucléaires neutrophiles avant le traitement. 